# Olga Bancic
Olga Bancic (pronunciación en rumano: /ˈolɡa ˈbant͡ʃik/; nacida Golda Bancic; también conocida bajo su alias francés Pierrette; 10 de mayo de 1912 - 10 de mayo de 1944) fue una activista comunista judía rumana, conocida por su papel en la resistencia francesa. Miembro de los FTP-MOI y del Grupo de Missak Manouchian, fue capturada por las fuerzas alemanas nazis a fines de 1943 y ejecutada poco después. Bancic estuvo casada con el escritor y también luchador de los FTP-MOI, Alexandru Jar.

## Biografía
Bancic nació en una familia judía en Chisináu, Besarabia (actual Moldavia), que era parte del Imperio ruso en ese momento, convirtiéndose en parte del Reino de Rumania después de la Primera Guerra Mundial. Trabajó en una fábrica de colchones a la edad de 12 años y se unió al movimiento laboral, participando en una huelga durante la cual fue arrestada y presuntamente golpeada. Bancic, que se convirtió en miembro del proscrito Partido Comunista Rumano (PCR), fue arrestada posteriormente en varias ocasiones. En 1936 viajó a Francia, donde ayudó a los activistas locales de izquierda a transportar armas a las fuerzas republicanas españolas que luchaban en la Guerra Civil.
Poco antes del estallido de la Segunda Guerra Mundial, Bancic dio a luz a Dolores, su hija con Alexandru Jar, llamada así por Dolores Ibárruri ("la Pasionaria"). Dejó a Dolores al cuidado de una familia francesa tras el comienzo de la ocupación alemana, y se unió a los Francs-tireurs et partisans - main-d'œuvre immigrée (FTP-MOI), con sede en París, participando en unos 100 actos de sabotaje contra la Wehrmacht, involucrándose personalmente en la fabricación y transporte de explosivos. Esto ocurrió en un momento en que el PCR, debilitado por sucesivas represiones, se había dividido en varios grupos autónomos. Al igual que Gheorghe Gaston Marin, Bancic estaba entre los activistas rumanos que se integraron en el Partido Comunista Francés.
Detenida por la Gestapo el 6 de noviembre de 1943, fue torturada, pero se negó a dar información sobre sus compañeros. Tras la detención del Grupo de Manouchian, la Gestapo publicó una serie de carteles de propaganda, denominados l'Affiche Rouge, que describían a sus miembros, incluido Bancic, como "terroristas".
El 21 de febrero de 1944, ella, Manouchian y otras 21 personas fueron condenadas a muerte; todos los acusados hombres fueron ejecutados ese mismo día en Fort Mont-Valérien. Dado que la ley impedía que las mujeres fueran ejecutadas en suelo francés, Bancic, la única mujer del Grupo, fue deportada a Stuttgart y decapitada en el patio de la prisión local a las 6 de la mañana del día de su cumpleaños número 32 y fue enterrada el mismo día. Durante su traslado al lugar de la ejecución, redactó una carta a su hija Dolores, conocida con entonces con nombre de Dolores Jacob, en un papel que arrojó por la ventana.

## Legado

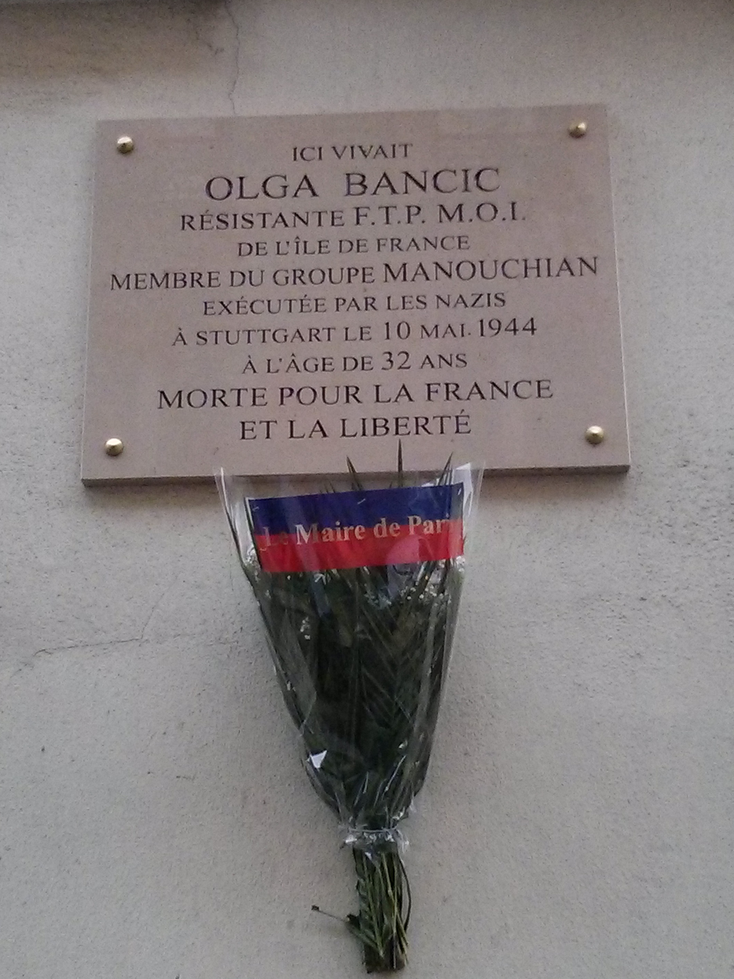
Memorial, 14 rue du Chateau, París, distrito 14

El viudo de Bancic, Alexandru Jar, regresó a Rumania al final de la guerra y estableció su carrera bajo el nuevo régimen comunista. Durante la década de 1950, se convirtió en un destacado oponente de la dirección del Partido en torno a Gheorghe Gheorghiu-Dej y, junto con Mihail Davidoglu e Ion Vitner, enfrentó las críticas del activista Miron Constantinescu por sus "tendencias intelectualistas-liberalistas".
Se nombraron varias calles en honor a Bancic y se erigieron pequeños monumentos en su memoria, junto con una placa mural en el cementerio de Ivry en Ivry-sur-Seine. Su nombre siguió siendo utilizado como un activo por las autoridades comunistas, pero cayó en desuso después de la Revolución de 1989. En 2005, el escritor y periodista Bedros Horasangian se opuso a las iniciativas de los funcionarios de Bucarest de retirar la placa conmemorativa de la calle Polonă que mencionaba sus actividades y que buscaba cambiar el nombre de una calle que llevaba su nombre, argumentando que: "No es correcto e insulta la memoria de una mujer que realmente murió por la victoria aliada (¡cuando Rumania estaba aliada con los alemanes!). [...] En Francia, quienes han luchado en la resistencia antifascista gozan de pleno respeto".